# Ours Isabelle
Ursus arctos isabellinus
Sous-espèce
Statut CITES
L’ours Isabelle (Ursus arctos isabellinus) est une sous-espèce de l'ours brun vivant dans l'Himalaya. Cet animal, tout comme Ursus arctos pruinosus, aurait pu inspirer la légende du Yéti.

## Description
Le dimorphisme sexuel est assez marqué, les mâles mesurant de 1,5 à 2,2 m et les femelles de 1,37 à 1,83 m. Cet ours peut peser jusqu'à 160 kg. Leur fourrure est de couleur sable ou d'un brun rougeâtre.

## Écologie et comportement
L'hivernation a lieu d'octobre à avril-mai dans une grotte ou une tanière faite par l'animal.

### Alimentation
L'ours isabelle est omnivore, consommant herbes, racines et autres végétaux ainsi qu'insectes et petits mammifères. Il s'attaque aussi aux grands mammifères, y compris les moutons et les chèvres. Les adultes s'alimentent avant le lever du soleil puis plus tard, au cours de l'après-midi.

## Répartition
Cet ours vit dans les contreforts indiens (états du Jammu et Cachemire, Himachal Pradesh, de l'Uttarakhand et du Sikkim) et népalais de l'Himalaya et dans le Nord du Pakistan (notamment dans le parc national Deosai). L'aire de répartition de l'ours Isabelle couvre le nord du Pakistan (Gilgit-Balisthan) jusqu'aux forêts de cèdres et de pins de l'Inde et du Népal en passant par le plateau tibétain.

## Menaces et conservation

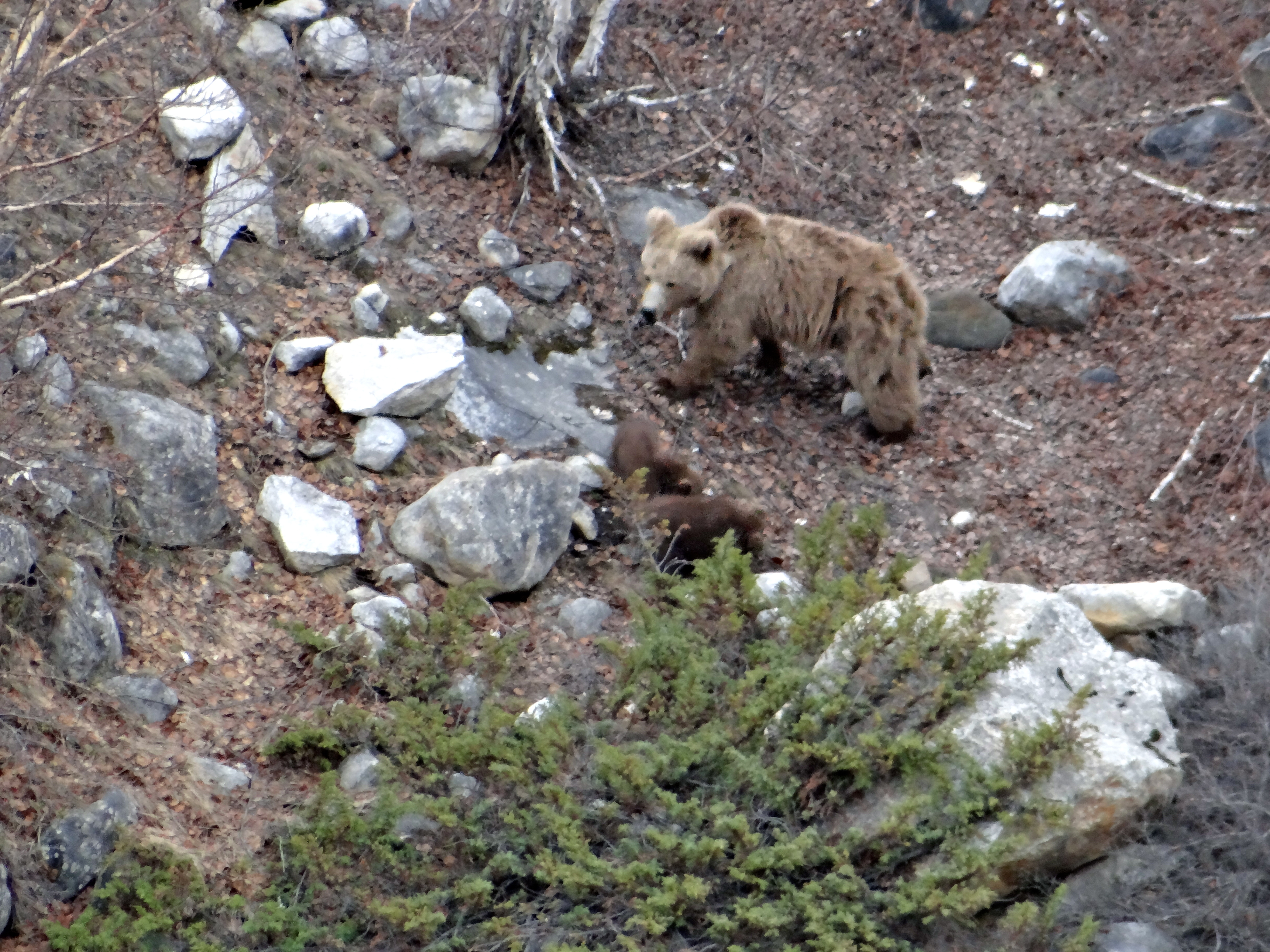
Une ourse et ses petits dans la vallée de la Bhagirathi (Parc national de Gangotri, Uttarakhand, Inde).

L'ours Isabelle est protégé au Pakistan par le Wildlife Protection Act de 1972. Au début des années 2000, 65 ours Isabelle habitaient le parc national Deosai.
En Inde, l'espèce est très menacée du fait de la dégradation de son habitat (notamment en Uttarakhand). Les principales aires protégées où l'ours Isabelle est recensé sont le parc national du Grand Himalaya, le parc national de Gangotri, le parc national de Pin Valley, le parc national de Hemis et le parc national de Nanda Devi.

## L'ours Isabelle et le yéti
La description d'apparitions du yéti dans l'aire de répartition de l'ours Isabelle pourrait expliquer la légende du yéti, qui serait donc un ours, mais comme l'ont montré les cryptozoologues, l'ours isabelle ne peut pas totalement expliquer la légende. Notamment sur le point des empreintes présentant un gros orteil, caractère absent chez l'ours Isabelle.